# Газибегович, Юсуф
Юсу́ф Газибе́гович (босн. Jusuf Gazibegović; род. 11 марта 2000, Зальцбург) — боснийский футболист, защитник клуба «Кёльн» и сборной Боснии и Герцеговины.

## Клубная карьера
Газибегович — воспитанник клубов «Штурм» и «Ред Булл Зальцбург». 3 марта 2018 года в матче против «Рида» он дебютировал во Второй лиге Австрии в составе дублёров последних. Летом 2020 года Газибегович вернулся в «Штурм». подписав контракт на 3 года. 4 октября в матче против «Райндорф Альтах» он дебютировал в австрийской Бундеслиге. 9 февраля 2021 года в поединке против «Рида» Юсуф забил свой первый гол за «Штурм». 

## Международная карьера
В 2017 году в составе юношеской сборной Боснии и Герцеговины Газибегович принял участие в юношеском чемпионате Европы в Хорватии. На турнире он сыграл в матчах против команд Германии, Ирландии и Сербии.
2 июня 2021 года в товарищеском матче против сборной Черногории Газибегович дебютировал за сборную Боснии и Герцеговины.

## Достижения
«Штурм»
- Чемпион Австрии: 2023/24
- Обладатель кубка Австрии: 2022/23, 2023/24